# Бистриця (притока Дністра)
Би́стриця — річка в Україні, в межах Івано-Франківського району Івано-Франківської області, права притока Дністра. Утворюється злиттям двох бистриць — Бистриці-Надвірнянської та Бистриці-Солотвинської, біля села Вовчинець (басейн Дністра).

## Опис
Довжина 17 км, площа басейну 2520 км². Долина асиметрична, правий берег стрімкий (край Покутської височини), високий, переважно вкритий лісом; лівий — пологий, майже суцільно розораний і густо заселений. Річище звивисте, 35–80 м завширшки, 0,2–4 м завглибшки. Похил річки 1,57 м/км. Живлення переважно дощове. Водний режим нестійкий, бувають паводки. Пересічний дебет води становить 29 м³/с. Замерзає наприкінці грудня, скресає на початку березня. Воду використовують для місцевого господарського водопостачання, розведення риби. На Бистриці збудовано протиповеневі гідротехнічні споруди та водозабори для водопостачання Івано-Франківська.

## Розташування
Утворюється злиттям річок Бистриця-Солотвинська і Бистриця-Надвірнянська на північний захід від села Вовчинець. Впадає в річку Дністер на схід від с-ща Єзупіль Івано-Франківського району.

## Екологічна оцінка
| Показник                                       | Фактичне значення | ГДК (ОБУВ) | Перевищення нормативу, раз |
| ---------------------------------------------- | ----------------- | ---------- | -------------------------- |
| Азот загальний, мг/дм³                         |                   |            |                            |
| Біохімічне споживання кисню за 5 діб, мгО₂/дм³ | 1,87              | 3          | Немає                      |
| Завислі (суспендовані) речовини, мг/дм³        |                   | 15         |                            |
| Кисень розчинений, мгО₂/дм³                    | 11,74             | 4          | Немає                      |
| Сульфат-іони, мг/дм³                           | 7,8               | 100        | Немає                      |
| Хлорид-іони, мг/дм³                            | 20,2              | 300        | Немає                      |
| Амоній-іони, мг/дм³                            | 0,53              | 0,5        | 1,06                       |
| Нітрат-іони, мг/дм³                            | 2,52              | 40         | Немає                      |
| Нітрит-іони, мг/дм³                            | 0,06              | 0,08       | Немає                      |
| Фосфат-іони (поліфосфати), мг/дм³              | 0,32              |            |                            |

## Основні притоки
- Бистриця-Солотвинська, Ямниця, Дровнич, Єзупільський (ліві);
- Бистриця-Надвірнянська (права).